# إرفينغ شوارتز
إرفينغ شوارتز هو شخصية أعمال كندي، ولد في 27 أغسطس 1929 في New Waterford, Nova Scotia ‏ في كندا، وتوفي في 18 سبتمبر 2010 في سيدني ‏ في كندا.